# 宮城県古川黎明中学校・高等学校
宮城県古川黎明中学校・高等学校（みやぎけん ふるかわれいめいちゅうがっこう・こうとうがっこう）は、宮城県大崎市古川諏訪二丁目にある男女共学の県立中学校・高等学校。通称は「黎明」(れいめい)、または「古川黎明」（ふるかわれいめい）。

## 沿革

### 年表
| 年号   | 沿革                                                     |
| ------ | -------------------------------------------------------- |
| 1920年 | 宮城県志田郡立古川高等女学校として開校。                 |
| 1921年 | 宮城県に移管し、宮城県古川高等女学校に校名変更。         |
| 1948年 | 学制改革により、宮城県古川女子高等学校に移行。           |
| 2005年 | 中高一貫校となり、宮城県古川黎明中学校・高等学校に移行。 |

## 概要
- 1920年（大正9年）に創立。旧校名は宮城県古川女子高等学校であり、昭和天皇が摂政時代も含めて2度行幸するなど、古くから地域を代表する教育機関の一つであった[2]。平成17年（2005年）、共学化により現在の校名に変更されるとともに、宮城県古川黎明中学校が併設され、宮城県最初の公立中高一貫校となった。公立高校でありながらほぼ全ての運動部が県内上位に進出する大変運動部の盛んな学校である。そのほか演劇部も東北屈指の実力があり、吹奏楽部も優秀な成績を毎年上げている実績がある。また同校は、宮城県で唯一となる吟詠剣詩舞愛好会を有し、全国高等学校総合文化祭の常連である。宮城県県北の伝統ある中心校としてその機能を全うしていると思われる。令和7年現在、スーパーサイエンスハイスクール（SSH）の指定校となっている。
- 設置学科

- 全日制課程
  - 普通科

## スクールコンセプト

### 校訓
「尚志」「至誠」「精励」
一、志を高く持ち、目標を掲げよ
一、誰に対しても何に対しても、常に誠実であれ
一、学業を始め、何事に対してもひたむきに努力せよ

### 教育目標
創造力の育成
学んだことをもとに、進んで課題を見つけ、解決していく生徒を育成します
自主・自立の精神の育成
しっかりとした自分をもって、未来に立ち向かっていく生徒を育成します
共生の心の涵養
地球に生きる一員として、互いを知って共に生きようとする生徒を育成します

## 部活動

### 高校
| 運動部 - 陸上競技部 - 弓道部 - 剣道部 - スキー部 - サッカー部 - ソフトテニス部 - 卓球部 - バスケットボール部 - バドミントン部 - 硬式野球部 - 新体操部 - ソフトボール部 - 女子バレーボール部 - ハンドボール部 - ダンス部 | 文化部 - 吹奏楽部 - コーラス部 - 軽音楽部 - 書道部 - 茶華道部 - 美術陶芸部 - ハンドメイキング部 - 演劇部 - 写真部 - 放送部 - 文芸部 - 英語部 - 自然科学部 - パソコン部 - 吟詠剣詩舞愛好会 |

### 中学校
| 運動部 - 陸上部 - 男子バスケットボール部 - 女子バスケットボール部 - 女子バレーボール部 - 女子バドミントン部 - 剣道部 - サッカー部 - 新体操部 - 弓道部 - 野球部 | 文化部 - 吹奏楽部 - コーラス部 - 自然科学部 - 総合文化部（ハンドメイキング班） |

## 著名な卒業生

### 芸能
- 森咲かぐや（宝塚歌劇団雪組）
- 大森暁美（女優）
- 高泉淳子（女優）
- かの香織（シンガーソングライター）

### マスコミ
- 柴原紅（フリーアナウンサー）
- 名取純子（富山テレビアナウンサー）

### 文学
- 大森黎（作家）
- 隼見果奈（太宰治賞作家）

### 芸術
- 野間春美（ピアニスト）

### 政治
- 髙階恵美子（衆議院議員、元厚生労働副大臣）

### 教育
- 下田田美子（食コンサルタント）

### スポーツ
- 藤岡奈穂子（プロボクサー）

## その他
- 古川女子高校時代、衛生看護科が置かれていた。
- 古川女子高校時代に定時制（夜間）が一時期置かれ、男子も入学できた。そのため、卒業した男性が履歴書等に「古川女子高卒」と記載すると、企業の採用担当者などから「本当に男子が女子高を卒業したのか?」という問い合わせが学校へ入るという。
- チャレンジ英語やチャレンジ数学、言偏など独自の教科がある（中学）。
- 1校時45分で一日7校時授業がある（中学）。
- しばしば課題がとても多い学校と言われるが、現在は極度に多いというわけでは無いと言われている（中学）。

## アクセス
- JR東北新幹線・陸羽東線古川駅よりミヤコーバス
  - 鳴子温泉駅前行
  - 真山御上行
    - 以上の路線で、｢黎明中高前｣下車。
- JR陸羽東線塚目駅より徒歩20分[3]。